# Marks, Mississippi
Marks är administrativ huvudort i Quitman County i Mississippi. Orten har fått sitt namn efter handelsmannen Leopold Marks. Vid 2010 års folkräkning hade Marks 1 735 invånare.